# Charles Robert Ashbee
Charles Robert Ashbee (* Londres, 17 de mayo de 1863 – Sevenoaks, Kent, 23 de mayo de 1942), fue un diseñador y emprendedor y uno de los principales promotores del movimiento Arts and Crafts.

## Vida
Hijo de Henry Spencer Ashbee, hombre de negocios y destacado bibliófilo.
Cursó estudios de historia en Cambridge entre 1883 y 1886, y fue alumno del arquitecto George Frederick Bodley. En 1887 establece el Gremio de Artesanía (Guild of Handicraft), en Whitechapel (Londres), una asociación de artesanos que incorporaba en su programa el objetivo de la reforma social directa.

## Trayectoria
Las distintas especialidades comprendían forja, joyería, esmalte y mobiliario, con la voluntad de abarcar todo el programa decorativo de interiores. Organizativamente, el Gremio funcionaba como una cooperativa y su objetivo manifiesto era:
“buscar no sólo el grado más elevado de la artesanía, sino al mismo tiempo proteger el estatus del artesano. Con esta finalidad se esfuerza en lograr el equilibrio entre la independencia del artista –el cual es individualista y a menudo parasitario-, y la producción, en la que el trabajador está ligado a tradiciones puramente comerciales y anticuadas y en la que, como regla general, ni toma parte del negocio ni tiene ningún interés más allá de su salario semanal.”
Más tarde el Gremio se interesó en la producción de libros tras el cierre en 1897 de la imprenta Kelmscott Press de William Morris. Ashbee tomó muchos de los impresores y artesanos de la misma y fundó la Essex House Press. Entre 1898 y 1910 la imprenta produjo más de 70 títulos.
Entre 1890 y 1902 abre nuevos talleres en diversas localizaciones, pero el mercado para el mobiliario y la forja de artesanos acabó por saturarse en 1905. El Gremio desapareció en 1907. De 1918 a 1922 vivió y trabajó en Jerusalén.
- Datos: Q614071
- Multimedia: Charles Robert Ashbee / Q614071

1. ↑  Moya Tönnies. Colonial Diplomacy through Art. Jerusalem 1918–1926. Leiden: Brill, 2024.